# Filiberto Ferrero
Filiberto Ferrero (ur. w 1500 w Bielli, zm. 14 albo 24 sierpnia 1549 w Rzymie) – sabaudzki kardynał.

## Życiorys
Urodził się w 1500 roku w Bielli, jako syn Goffreda Ferrero i Margherity Sanseverino (jego bratem był Pier Francesco Ferrero). 17 maja 1518 roku został wybrany biskupem Ivrei, pozostając w randze administratora apostolskiego do czasu osiągnięcia wieku kanonicznego. Pełnił rolę jałmużnika króla Francji oraz ambasadora księstwa Sabaudii w Wenecji i nuncjusza w Sabaudii. 28 grudnia 1532 roku przyjął sakrę. W okresie 1537–1541 był nuncjuszem we Francji. 8 kwietnia 1549 roku został kreowany kardynałem prezbiterem i otrzymał kościół tytularny S. Vitale. Zmarł 14 albo 24 sierpnia 1549 roku w Rzymie.